# Bravaisova mřížka

Čtrnáct Bravaisových mřížek

Bravaisova mřížka je v geometrii a krystalografii definovaná jako nekonečná soustava bodů vytvořená z daného bodu všemi jeho translacemi (posuny) určenými diskrétním bodem (vektorem) - r. V trojrozměrném prostoru platí:
r = n1a + n2b + n3c
kde
n1, n2, n3 jsou celá čísla,
a, b, c nekomplanární vektory
Kromě popsaných Bravaisových trojrozměrných mřížek mohou být také jednorozměrné (lineární) nebo dvojrozměrné (rovinné).
Trojrozměrné Bravaisovy mřížky popisují prostorové krystalové struktury minerálů podle typu jejich elementární (základní) buňky. Mnohonásobným opakováním této buňky se beze zbytku vyplní prostor krystalu. Elementární buňky se rozdělují na primitivní (čítající jeden mřížkový bod na buňku) a centrované (čítající více mřížkových bodů na buňku). Existuje celkem 14 možných uspořádání elementární buňky, tedy 14 Bravaisových mřížek. Základní vlastností Bravaisovy mřížky je, že při jakékoliv volbě směru se mřížka jeví přesně stejně z každého z bodů mřížky (mřížkových uzlů).
Bravaisova mřížka je pojmenovaná podle svého objevitele francouzského přírodovědce Augusta Bravaise (1811-1863), který kolem roku 1849 klasifikoval možné translační mřížky umístěním stejných rovnoběžnostěnů (elementárních buněk) ve všech směrech. Rohy buněk pak tvořily trojrozměrnou bodovou (krystalovou) mřížku.

## Elementární buňka

Příklad rovnoběžnostěnu, který může tvořit elementární buňku

Elementární (základní) buňka je rovnoběžnostěn a existuje pouze 14 jedinečných možností, jak jej v prostoru poskládat. Elementární buňka musí splňovat tato Bravaisova pravidla:

Příklad vyznačení mřížkových parametrů v elementární buňce

1. Počet pravých úhlů v základní buňce musí být maximální.
2. Symetrie základní buňky musí být shodná se symetrií celé mřížky.
3. Při dodržení předchozích podmínek musí být objem základní buňky minimální.
4. V případě, kdy symetrie nemůže rozhodnout, vybírá se základní buňka, tak aby její hrany byly co nejkratší.

Elementární buňka je popsaná základními vektory (a, b, c), které definují hrany elementární buňky a jejich délky jsou základní periody mřížky. Společně se třemi úhly (α, β, γ), které základní vektory svírají, tvoří těchto šest hodnot mřížkové parametry.

## Primitivní a centrovaná buňka
Elementární buňky můžeme rozdělit na primitivní (čítající jeden mřížkový bod na buňku) a centrované (čítající více mřížkových bodů na buňku):
- Primitivních elementárních buněk je 7 a jsou základem pro běžně používaných 7 krystalových mřížek a 7 krystalografických soustav.

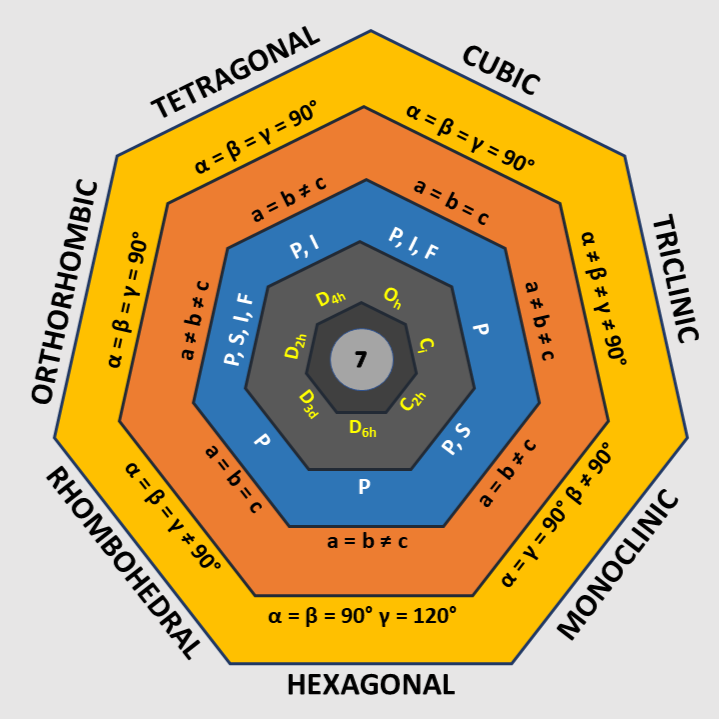
Sedm krystalografických soustav

- Sedm krystalografických soustavPrimitivních a centrovaných elementárních buněk je 14 a jsou základem pro 14 Bravaisových mřížek.

### Primitivní (prostá) buňka
Primitivní (prostá, P) buňka má částice pouze ve vrcholech rovnoběžnostěnu.

### Složená (centrovaná) buňka
1.S - bazálně centrovaná, částice jsou i ve středech dvou rovnoběžných stěn a dělí se na:
- A - částice jsou umístěny ve středech přední a zadní stěny
- B - částice jsou umístěny ve středech bočních stěn
- C - částice jsou umístěny ve středech horní a dolní stěny

2. F- plošně centrovaná, částice ve středech všech stěn

3. I - prostorově centrovaná, jedna částice navíc v průsečíku tělesových úhlopříček

Primitivní buňka (P)
Bazálně centrovaná (C)
Plošně centrovaná (F)
Prostorově centrovaná (I)

## Typy Bravaisových mřížek
| Krystalografická soustava | Braisovy mřížky   | Elementární buňky | Elementární buňky      | Elementární buňky         | Elementární buňky     |
| Krystalografická soustava | Braisovy mřížky   | Primitivní (P)    | Bazálně centrovaná (S) | Prostorově centrovaná (I) | Plošně centrovaná (F) |
| ------------------------- | ----------------- | ----------------- | ---------------------- | ------------------------- | --------------------- |
| Trojklonná (a)            | Trojklonná (a)    | aP                |                        |                           |                       |
| Jednoklonná (m)           | Jednoklonná (m)   | mP                | mS                     |                           |                       |
| Kosočtverečná (o)         | Kosočtverečná (o) | oP                | oS                     | oI                        | oF                    |
| Čtvercová (t)             | Čtvercová (t)     | tP                |                        | tI                        |                       |
| Šesterečná (h)            | Klencová          | hR                |                        |                           |                       |
| Šesterečná (h)            | Šesterečná        | hP                |                        |                           |                       |
| Krychlová (c)             | Krychlová (c)     | cP                |                        | cI                        | cF                    |

Poznámka: Zkratky pocházejí z anglických názvů krystalografických soustav a elementárních buněk.